# جوزيف إي. وارنر
جوزيف إي. وارنر (بالإنجليزية: Joseph E. Warner) هو قاضي ومحامي وسياسي أمريكي، ولد في 16 مايو 1884 في تونتون في الولايات المتحدة، وتوفي بنفس المكان في 30 مايو 1958. حزبياً، نشط في الحزب الجمهوري. وقد انتخب عضو مجلس نواب ماساتشوستس.